# Ken Olsen
Kenneth Harry "Ken" Olsen (20 de febrer de 1926 - 6 de febrer de 2011) va ser un enginyer nord-americà que va cofundar Digital Equipment Corporation (DEC) el 1957 amb el seu company Harlan Anderson i el seu germà Stan Olsen.

## Biografia
Kenneth Harry Olsen va néixer a Bridgeport, Connecticut i va créixer a la ciutat veïna de Stratford, Connecticut. Els pares del seu pare venien de Noruega i els pares de la seva mare de Suècia. Olsen va començar la seva carrera treballant els estius en un taller de màquines. Arreglar ràdios al seu soterrani li va donar la reputació d'inventor de barri.
Després de servir a la Marina dels Estats Units entre 1944 i 1946, Olsen va assistir a l'Institut Tecnològic de Massachusetts, on va obtenir una llicenciatura (1950) i una màster (1952) en enginyeria elèctrica.

## Carrera

### pre-DEC
Durant els seus estudis al MIT, l' Oficina d'Investigació Naval del Departament de la Marina dels Estats Units va reclutar Olsen per ajudar a construir un simulador de vol informatitzat. També mentre al MIT va dirigir la construcció del primer ordinador de recerca transistoritzat. Olsen era un enginyer que havia estat treballant al MIT Lincoln Laboratory en el projecte TX-2.
La connexió més important d'Olsen amb el Projecte Whirlwind va ser el seu treball a l' ordinador de prova de memòria (MTC), descrit com "un ordinador de propòsit especial construït per provar la memòria principal del Whirlwind". A diferència del TX-0 de 18 bits, que va ser "dissenyat per ser un predecessor d'una màquina més gran de 36 bits, el TX-2", Whirlwind i l'MTC van utilitzar 16 bits.

### Digital Equipment Corporation
El 1957, Olsen i un col·lega del MIT, Harlan Anderson, van decidir crear la seva pròpia empresa. Es van acostar a American Research and Development Corporation, una empresa de capital risc inicial, que havia estat fundada per Georges Doriot, i van fundar Digital Equipment Corporation (DEC) després de rebre 70.000 dòlars per una participació del 70%. A la dècada de 1960, Olsen va rebre patents per a un interruptor saturable, un circuit de porta de transformador de díode, una versió millorada de la memòria de nucli magnètic i la memòria intermèdia de la impressora de línia. (Tingueu en compte que el professor del MIT Jay W. Forrester s'atribueix generalment a inventar la primera memòria pràctica de nucli magnètic).
Olsen va ser conegut al llarg de la seva carrera pel seu estil de gestió i pel seu foment de la innovació en enginyeria. La valoració d'Olsen de la innovació i l'excel·lència tècnica va generar i popularitzar tècniques com ara la gestió de matrius d'enginyeria, que s'utilitzen àmpliament avui en dia en moltes indústries. Olsen valorava la humilitat, conduïa un cotxe econòmic i tenia una oficina senzilla en un antic edifici de molí. També va ser un pilot experimentat i va volar el seu propi avió.
El 1977, referint-se als ordinadors utilitzats en la domòtica a l'alba de l'era dels ordinadors domèstics, Olsen va dir que "No hi ha cap raó perquè cap individu tingui un ordinador a casa seva". Olsen va admetre haver fet el comentari, tot i que diu que les seves paraules es van treure de context i es referia a ordinadors configurats per controlar cases, no ordinadors. Segons Snopes.com, "la mala interpretació fora de context dels comentaris d'Olsen es considera molt més divertida i entretinguda del que realment volia dir, de manera que aquesta és la versió que s'ha promulgat des de fa dècades".
L'any 1986, la revista Fortune va nomenar Olsen com "l'emprenedor més reeixit d'Amèrica", i el mateix any va rebre el premi IEEE Engineering Leadership Recognition Award. Olsen va ser objecte d'una biografia de 1988, The Ultimate Entrepreneur : The Story of Ken Olsen and Digital Equipment Corporation, escrita per Glenn Rifkin i George Harrar.
El 1993, l'Institut d'Enginyers Elèctrics i Electrònics va atorgar a Olsen la seva medalla de fundadors IEEE .
Va ser incorporat com a membre del Museu d'Història de la Computació el 1996. Va ser guardonat amb la Medalla Vermilye el 1980. Va ser nomenat membre d'honor de la UPE (la Societat Internacional d'Honor per a les Ciències de la Informàtica i la Informació) el 8 d'octubre de 1975.
El 2011, va figurar al sisè lloc de la llista MIT150 dels 150 millors innovadors i idees del MIT pel seu treball en la minicomputadora.

## Carrera posterior
A partir de 1987, Olsen va descriure UNIX com " oli de serp " en aparicions públiques. Alguns creien que estava fent una caracterització general d'UNIX, mentre que altres creien que es referia específicament al seu màrqueting exagerant els seus beneficis. Tot i que Olsen creia que VMS era una millor solució per als clients DEC i sovint parlava dels punts forts del sistema, va aprovar i encoratjar un esforç intern per produir un producte UNIX natiu basat en BSD a la línia d'ordinadors VAX anomenat Ultrix. No obstant això, aquesta línia mai va obtenir un suport integral entusiasta a DEC.
Olsen es va veure obligat a retirar-se del DEC, deixant-se com a president el 1992. Posteriorment es va convertir en el president de Advanced Modular Solutions. Olsen també va ser un gran col·laborador de The Family, una organització política i religiosa.
Olsen va ser administrador del Gordon College de Wenham, Massachusetts. Allà, el Ken Olsen Science Center va rebre el seu nom el 2006, i es va dedicar el 27 de setembre de 2008. El seu vestíbul inclou una lògia digital de tecnologia, que documenta la tecnologia i la història de Digital, i un quiosc interactiu al qual els antics empleats han enviat les seves històries.

## Mort
Olsen va morir el 6 de febrer de 2011 mentre estava a l'hospital a Indianapolis, Indiana, als 84 anys. Gordon College, on era conseller i membre de la junta, va anunciar la seva mort, però no va revelar la causa. La seva família tampoc no va comentar cap detall sobre la seva mort.

## Premis
- 1993: l'Institut d'Enginyers Elèctrics i Electrònics el 1993 va concedir a Olsen la Medalla de Fundadors de l'IEEE.[28]
- 1996: El Museu d'Història de l'Informàtica el 1996 va nomenar Olsen com a becari del museu "per la seva introducció del miniordinador i cofundador de Digital Equipment Corporation (DEC)."[29]
- 1999: Olsen va ser elegit membre de la Societat Filosòfica Americana[30]

## Arxius i registres
- Col·lecció Kenneth H. Olsen a la Baker Library Special Collections, Harvard Business School.